# Wiktor Neborak
Wiktor Wolodymyrovytsch Neborak (ukrainisch Віктор Володимирович Неборак; * 9. Mai 1961 in Iwano-Frankowe bei Lwiw, Ukrainische SSR) ist ein ukrainischer Dichter, Schriftsteller, Übersetzer, Literaturkritiker, Essayist und Musiker. Derzeit lebt und arbeitet er in Lwiw.

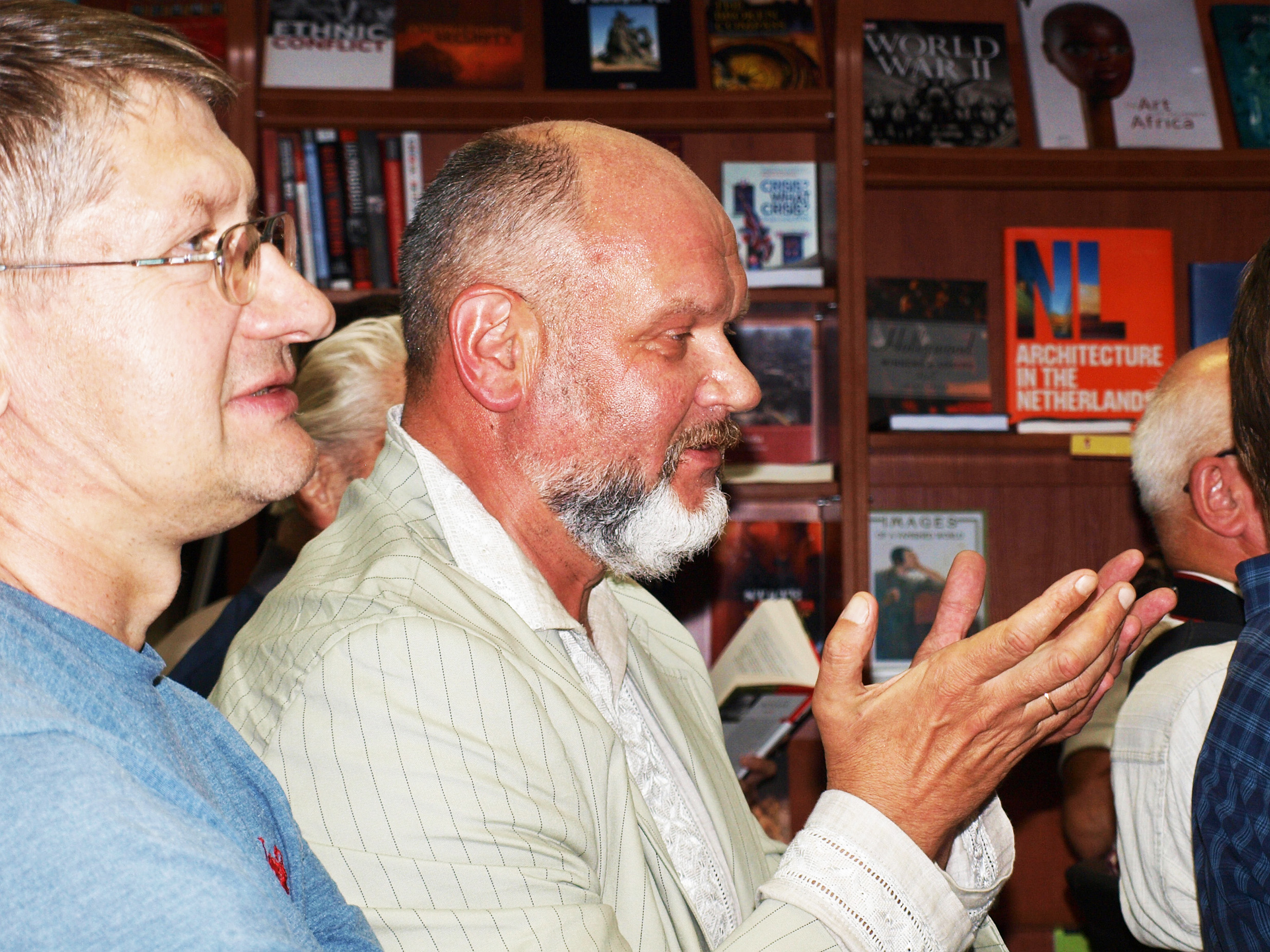
Wiktor Neborak 2015 (Bildmitte)

## Leben
Wiktor Neborak beendete 1983 sein Studium an der Philologischen Fakultät der Nationalen Iwan-Franko-Universität Lwiw. In den Jahren 1986 bis 1989 war er Doktorand am Literaturinstitut Taras Schewtschenko der Nationalen Akademie der Wissenschaften der Ukraine in Kiew, wo er ukrainische Sprache und Literatur lehrte. Mit Erhalt seines Doktortitels nahm er im September 1991 eine Stelle als wissenschaftliche Hilfskraft am Lemberger Zweig des Literaturinstituts Taras Schewtschenko an. Im selben Jahr wurde er Mitglied der Nationalen Schriftstellerunion der Ukraine. Seit 2009 ist er wissenschaftlicher Obermitarbeiter.
Er ist mit Jaryna Sentschyschyn, Dichterin und Übersetzerin für Polnisch-Ukrainisch, verheiratet und ist Vater dreier Töchter.

## Schaffen
1995 bis 1999 veranstaltete Neborak Literaturabende unter dem Namen Tretje Tysjačolittja (auf Deutsch: Das dritte Jahrtausend) in Lwiw.
Seine ersten Werke, z. B. Burštynovyj čas, weisen einen romantischen und sentimentalen, aber auch ironischen Charakter auf. Dabei ist Lwiw häufig Hauptthema.
Der Sammelband Litajuča holova ist ein „Karnevalsbuch“, in dem Chaos und Maskerade herrschen. Es war das erste Buch in der ukrainischen Literatur, welches von Erotik und Sexualität durchdrungen ist.
Wiktor Neborak hat zusammen mit Jurij Andruchowytsch und Oleksandr Irwanez die literarische Gruppe Bu-Ba-Bu gegründet. Er ist auch Mitglied der literarischen Gruppe Psy Svjatoho Jura. Der poetische Band Litajuča holova wurde von Bu-Ba-Bu in Form eines Maskenballs im Opernhaus Lwiw und im Akademischen Jugendtheater Kiew auf die Bühne gebracht. Seit dieser Aufführung wird in diesem Kontext auch von Postmoderne und Neobarock gesprochen.
Alter Ego, ein weiterer Sammelband Neboraks, wirkt lyrisch und meditativ.
Der Band Rozmova zi sluhoju ist eine Fortsetzung des Buches Litajuča holova. Dieser Sammelband hat einen etwas ernsteren und konservativen Charakter. Prägend sind hier Herbstmotive, Gefühle des Friedens und der Ruhe.
Der Roman Bazilevs wurde zunächst auszugsweise unter den Titeln Pan Bazjo ta rešta und U pošukach Bazilevsa veröffentlicht.
Neben Prosa und Poesie schrieb er wissenschaftliche Monografien und Artikel sowie literarische Rezensionen und Kritiken.
Wiktor Neborak beschäftigt sich auch mit der Rockmusik, so veröffentlichte er eine Audiokassette mit dem Titel Neborok (1995).

## Werke

### Poesie
- Burštynovyj čas (1987)
- Litajuča holova (1990)
- Alter Ego (1993)
- Rozmova zi sluhoju (1993)
- Epos pro trydcjat’ p’jatu chatu (1999)
- Lilostroton (2001)
- Litajuča holova ta inši virši (2005)
- Povtorennja istorij (2005)
- Virshi z vulyci Vyhovs’koho (2009)

### Prosa und Essays
- Povernennja v Leopolis (1998)
- Vvedennja u Bu-Ba-Bu (2001)
- Bazilevs (2006)
- A. H. Ta inši reči (2007)

Einige seiner Werke wurden in andere Sprachen übersetzt, z. B. in das Englische, Bulgarische, Spanische, Italienische, Russische, Französische.

## Mitgliedschaften und Auszeichnungen
- Mitglied in der Nationalen Schriftstellerunion der Ukraine (seit 1991)
- Mitglied im Verbund Ukrainischer Schriftsteller (seit 1997)
- Pawlo-Tytschyna-Preis für seinen Gedichtband „Lilostroton“ (2002)
- Bohdan-Lepkyj-Preis für sein Prosawerk „Bazilevs“ (2007)
- Künstlerpreis „Hlodoskyj Skarb“ (2008)
- Ehrenauszeichnung des Ukrainischen Ministeriums für Kultur und Kunst (2003)[2]